# Das Mädel aus der Provinz
Das Mädel aus der Provinz ist ein deutscher Stummfilm aus dem Jahre 1929 von James Bauer mit Anita Dorris in einer Doppelrolle.

## Handlung
Steffi von der Heydt ist das Mädel aus der Provinz, die eines Tages nach Berlin kommt, um bei Frau Magda Ronacher, ihres Zeichens Fabrikbesitzerin, eine Stellung als Gesellschafterin anzutreten. Ihrer neuen Chefin missfällt es sehr, dass sich Sohn Bert in die Kleine verliebt, woraufhin Steffi sogleich wieder ihren Job verliert. Bert will seine Liebe jedoch nicht so einfach ziehen lassen und holt sie zurück. Dabei bemerkt er nicht, dass er an eine Doppelgängerin namens Marikke Klotz geraten ist, die Steffi bis aufs Haar gleicht. Diese junge Frau hat jedoch nicht gerade einen einwandfreien Charakter und heiratet den Werksdirektor Dr. Harras, der selbst ein Betrüger ist und ebenfalls glaubt, das nette Fräulein von der Heydt vor sich zu haben. Die wahre Steffi wiederum erfährt erst recht spät, was sich in der Ronacher‘schen Firma seit ihrem Abgang zugetragen hat und kann mit ihrer Rückkehr erstens die Doppelgängerin als Schwindlerin entlarven und schließlich zweitens happyendgerecht in die Arme ihres Liebsten Bert sinken.

## Produktionsnotizen
Das Mädel aus der Provinz entstand im Januar 1929, passierte am 28. Februar 1929 die Zensur und wurde am 31. Mai 1929 in Berlins Passage-Lichtspielen uraufgeführt. Der mit Jugendverbot belegte Streifen besaß sechs Akte, verteilt auf 2321 Metern Länge.
Josef Hahn übernahm die Produktionsleitung, Robert A. Dietrich gestaltete die Filmbauten. Karl Ehrlich war Aufnahmeleiter.

## Kritik
„Das Ganze wäre nicht ohne Tempo, ist anständig aufgemacht und auch photographisch befriedigend. Da jedoch die de Hauptinhalt bildende Mystifikation weder überzeugend herausgearbeitet noch durch die Hauptdarstellerin glaubhaft gemacht wird: nur für weniger Anspruchsvolle ein guter Mittelfilm.“